# Otwór kulszowy mniejszy

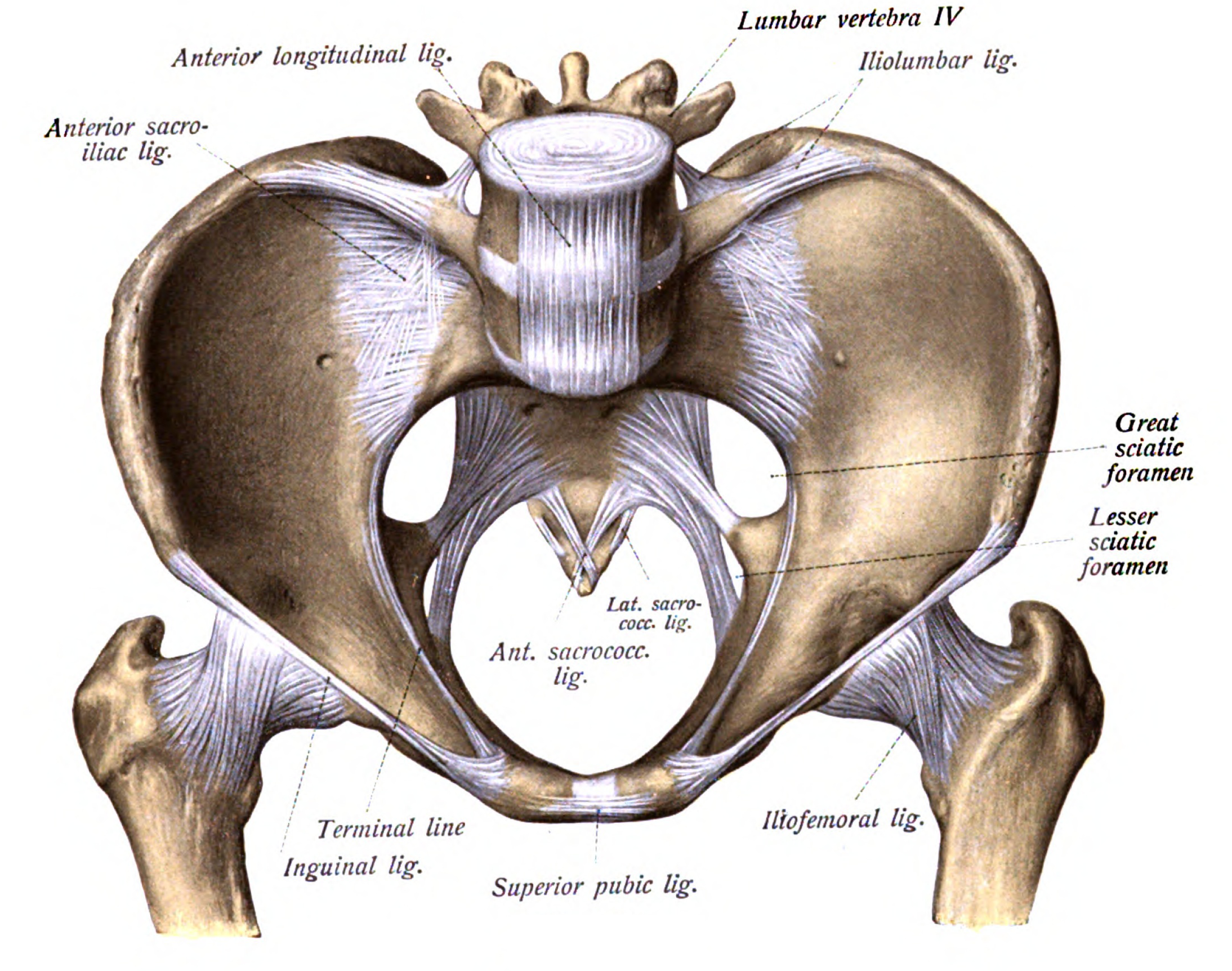
Miednica człowieka. Otwór kulszowy mniejszy podpisany Lesser sciatic foramen

Otwór kulszowy mniejszy (łac. foramen ischiadicum minus) – w anatomii człowieka niewielki otwór położony w miednicy. Ograniczony jest od przodu przez wcięcie kulszowe mniejsze (incisura ischiadica minor) kości kulszowej, od tyłu przez więzadło krzyżowo-guzowe, od góry przez więzadło krzyżowo-kolcowe i kolec kulszowy, a od dołu przez guz kulszowy. Przechodzą przez niego mięsień zasłaniacz wewnętrzny, tętnica sromowa wewnętrzna, żyła sromowa wewnętrzna, nerw sromowy i naczynia chłonne.